# Provincia Bengo
Bengo este o provincie în Angola.

## Municipalități
- Ambriz
- Bengo]
- Dande
- Icolo
- Muxima
- Nambuangongo

Alte sate și localități din provincia Bengo sunt Cabo Ledo, Lagoa do Panguila, Porto Kipiri, Kachikane și Funda.